# Ashley Leggat
Ashley Leggat (Hamilton, 26 september 1986) is een Canadese actrice. Ze is vooral bekend van haar rollen als "Casey McDonald" in Life with Derek, "Brittany MacMillan" in de Discovery Kids-serie Darcy's Wild Life en als "Kelly" in de CBC-serie 11 Cameras. Ze heeft ook een klein rolletje gespeeld in de film Confessions of a Teenage Drama Queen.

## Carrière
Leggat speelde haar eerste rol als achtjarige in The Sound of Music en begon haar televisiecarrière in haar vroege tienerjaren in de kinderkomedie I Was a Sixth Grade Alien. Daarna trad ze op in onder meer De Kronieken van Narnia: Het betoverde land achter de kleerkast, Assepoester, Anne van het Groene Huis, Jacob Two-Two Meets the Hooded Fang, Jekyll and Hyde en The Wizard of Oz. Ze trad ook op in de rol van "Clara" in De Notenkraker in wat toen nog heette het Hamilton Place Theatre.
Op televisie speelde ze verder onder meer in Disneys Confessions of a Teenage Drama Queen, samen met Lindsay Lohan, de televisiefilm A Very Married Christmas, met Joe Mantegna en Jean Smart.

## Filmografie
| Jaar      | Titel                                | Rol                | Bijzonderheden                         |
| --------- | ------------------------------------ | ------------------ | -------------------------------------- |
| 2000-2001 | I Was a Sixth Grade Alien            | Stacey             | 4 afleveringen                         |
| 2000—2001 | In a Heartbeat                       | Michelle           | 3 afleveringen                         |
| 2001      | What Girls Learn                     | Libbie             | televisieproductie (Showtime Networks) |
| 2002      | The Zack Files                       | Kristen            | 1 aflevering                           |
| 2003      | The Music Man                        | Acteur/danser      | niet vermeld op aftiteling             |
| 2004      | The Blobheads                        | Misty              | 2 afleveringen                         |
| 2004      | Confessions of a Teenage Drama Queen | Marcia             | bijrol                                 |
| 2004      | A Very Married Christmas             | Danielle           | televisieproductie (CBS)               |
| 2004      | Ace Lightning                        | Kat Adams          | seizoen 2                              |
| 2005—2009 | Life with Derek                      | Casey MacDonald    | hoofdrol                               |
| 2005—2006 | Darcy's Wild Life                    | Brittany MacMillan | 5 afleveringen                         |
| 2006-2006 | 11 Cameras                           | Kelly              | hoofdrol                               |
| 2008      | The Jerk Theory                      | Britney            | gastrol                                |
| 2008      | The Latest Buzz                      | Herself            | gastrol                                |